# Elecciones provinciales de Buenos Aires de 1946
Las elecciones generales de la provincia de Buenos Aires de 1946 tuvieron lugar el 24 de febrero del mencionado año, al mismo tiempo que las elecciones presidenciales y legislativas a nivel nacional. Se realizaron con el objetivo de restaurar las instituciones constitucionales de la provincia después de tres años de la dictadura militar impuesta por el golpe de Estado del 4 de junio de 1943, a la que se sumaban once años de gobiernos fraudulentos de la Década Infame, y otros dos de la dictadura de José Félix Uriburu, por lo que serían los primeros comicios gubernativos libres de Buenos Aires desde 1929.
Al igual que en casi todas las provincias, el naciente peronismo fue el ganador de las elecciones. Domingo Mercante, que obtuvo la candidatura del Partido Laborista (PL) a pesar de las dudas del propio Juan Domingo Perón al respecto, triunfó por amplio margen con casi el 55% de los votos válidos, contra el 36% de Juan Prat, candidato de la Unión Cívica Radical (UCR). Muy atrás quedaron Vicente Solano Lima, del Partido Demócrata (PD), gobernante antes del golpe, con un 6%; y Carlos Sánchez Viamonte, del Partido Socialista (PS). A pesar del triunfo del peronismo, el radicalismo obtuvo el control del Senado Provincial, con 21 de los 42 escaños, y la mayoría simple en la Cámara de Diputados, con 35 de 85. La participación electoral rondó el 83%.

## Resultados

### Gobernador y vicegobernador
|  | 54,56 % |

|  | 36,13 % |

|  | 6,62 % |

|  | 2,70 % |

|  | 97,44 % |

|  | 2,56 % |

|  | 100 % |

|  | 83,05 % |

### Cámara de Diputados
| Partido                                       | Partido                                       | Partido                                       | Votos   | %     | Bancas |
| --------------------------------------------- | --------------------------------------------- | --------------------------------------------- | ------- | ----- | ------ |
|                                               |                                               | Partido Laborista                             | 279.709 | 35,01 | 33/85  |
|                                               | Unión Cívica Radical Junta Renovadora         | 130.617                                       | 16,35   | 17/85 |        |
|                                               | Partido Independiente                         | 7.941                                         | 0,99    |       |        |
| Total Junta Nacional de Coordinación Política | Total Junta Nacional de Coordinación Política | Total Junta Nacional de Coordinación Política | 418.267 | 52,35 | 50/85  |
|                                               | Unión Cívica Radical                          | Unión Cívica Radical                          | 257.219 | 32,20 | 35/85  |
|                                               | Partido Demócrata                             | Partido Demócrata                             | 51.128  | 6,40  |        |
|                                               | Partido Socialista                            | Partido Socialista                            | 28.141  | 3,52  |        |
|                                               | Partido Comunista                             | Partido Comunista                             | 25.094  | 3,14  |        |
|                                               | Alianza Libertadora Nacionalista              | Alianza Libertadora Nacionalista              | 19.026  | 2,38  |        |
| Votos positivos                               | Votos positivos                               | Votos positivos                               | 798.875 | 97,21 |        |
| Votos en blanco y anulados                    | Votos en blanco y anulados                    | Votos en blanco y anulados                    | 22.913  | 2,79  |        |
| Total de votos                                | Total de votos                                | Total de votos                                | 821.788 | 100   |        |
| Votantes registrados/participación            | Votantes registrados/participación            | Votantes registrados/participación            | 989.506 | 83,05 |        |
| Fuente:                                       |                                               |                                               |         |       |        |

#### Resultados por Secciones Electorales

Secciones electorales de Buenos Aires:
1º Sección
2º Sección
3º Sección
4º Sección
5º Sección
6º Sección
7º Sección
Capital

| 1ª Sección Electoral 11 Diputados     | 1ª Sección Electoral 11 Diputados     | 1ª Sección Electoral 11 Diputados | 1ª Sección Electoral 11 Diputados | 1ª Sección Electoral 11 Diputados | 1ª Sección Electoral 11 Diputados |
| Partido                               | Partido                               | Votos                             | %                                 | Bancas                            | Electos |
| ------------------------------------- | ------------------------------------- | --------------------------------- | --------------------------------- | --------------------------------- | --- |
|                                       | Partido Laborista                     | 52.934                            | 35,23                             | 4/11                              | Ver electos: - Manuel Juan Fossa - Francisco Felipe González - Manuel López Barrán - Víctor Felipe Tronelli                                                                   |
|                                       | Unión Cívica Radical                  | 41.589                            | 27,68                             | 4/11                              | Ver electos: - Ismael Ferrarotti - Andrés S. Marabato - Teófilo Naim - León R. Viola                                                                                          |
|                                       | Unión Cívica Radical Junta Renovadora | 27.804                            | 18,50                             | 3/11                              | Ver electos: - David J. Giacobone - Cayetano Nastasia - Juan C. Zamudio |
|                                       | Partido Independiente                 | 7.421                             | 4,94                              |                                   | |
|                                       | Partido Demócrata                     | 7.376                             | 4,91                              |                                   | |
|                                       | Partido Socialista                    | 5.940                             | 3,95                              |                                   | |
|                                       | Partido Comunista                     | 5.247                             | 3,49                              |                                   | |
|                                       | Alianza Libertadora Nacionalista      | 1.959                             | 1,30                              |                                   | |
| Votos positivos                       | Votos positivos                       | 150.270                           | 97,04                             |                                   | |
| Votos en blanco y anulados            | Votos en blanco y anulados            | 4.590                             | 2,96                              |                                   | |
| Total de votos                        | Total de votos                        | 154.860                           | 100                               |                                   | |
| 2ª Sección Electoral 11 Diputados     |                                       |                                   |                                   |                                   | |
| Partido                               | Partido                               | Votos                             | %                                 | Bancas                            | Electos |
|                                       | Partido Laborista                     | 25.887                            | 34,63                             | 5/11                              | Ver electos: - Juan Samuel Altube - Francisco Galizia - Hipólito Pugliese - Vicente Rapola - Rodolfo Yezid Yanson                                                             |
|                                       | Unión Cívica Radical                  | 24.735                            | 33,09                             | 4/11                              | Ver electos: - José G. Astigueta - Victorio M. Migliaro - Antonio Ángel Montes - Lorenzo Sabato                                                                               |
|                                       | Unión Cívica Radical Junta Renovadora | 11.424                            | 15,28                             | 2/11                              | - Pedro Agotegaray - Alfredo Larrondo |
|                                       | Partido Demócrata                     | 5.982                             | 8,00                              |                                   | |
|                                       | Partido Independiente                 | 2.828                             | 3,78                              |                                   | |
|                                       | Partido Socialista                    | 2.140                             | 2,86                              |                                   | |
|                                       | Partido Comunista                     | 1.045                             | 1,40                              |                                   | |
|                                       | Alianza Libertadora Nacionalista      | 719                               | 0,96                              |                                   | |
| Votos positivos                       | Votos positivos                       | 74.760                            | 97,26                             |                                   | |
| Votos en blanco y anulados            | Votos en blanco y anulados            | 2.110                             | 2,74                              |                                   | |
| Total de votos                        | Total de votos                        | 76.870                            | 100                               |                                   | |
| 3ª Sección Electoral 14 Diputados     |                                       |                                   |                                   |                                   | |
| Partido                               | Partido                               | Votos                             | %                                 | Bancas                            | Electos |
|                                       | Partido Laborista                     | 77.173                            | 44,54                             | 7/14                              | Ver electos: - Francisco U. Arcucci - Francisco Luciano Bertrán - Carlos A. Fragueiro Olivero - Eduardo Lucio Isla - Eduardo Héctor Olmos - José Palmeiro - Luis Adolfo Testa |
|                                       | Unión Cívica Radical                  | 40.147                            | 23,17                             | 4/14                              | Ver electos: - Edgardo Araldi - Pablo Calabrese - Héctor E. Sande - Antonio San Juan                                                                                          |
|                                       | Unión Cívica Radical Junta Renovadora | 27.607                            | 15,93                             | 3/14                              | Ver electos: - César Bressa - Saúl Oscar Ratti - Adolfo J. B. Silvestre |
|                                       | Partido Comunista                     | 8.688                             | 5,01                              |                                   | |
|                                       | Partido Demócrata                     | 6.944                             | 4,01                              |                                   | |
|                                       | Partido Socialista                    | 6.408                             | 3,70                              |                                   | |
|                                       | Partido Independiente                 | 4.714                             | 2,72                              |                                   | |
|                                       | Alianza Libertadora Nacionalista      | 1.590                             | 0,92                              |                                   | |
| Votos positivos                       | Votos positivos                       | 173.271                           | 97,64                             |                                   | |
| Votos en blanco y anulados            | Votos en blanco y anulados            | 4.188                             | 2,36                              |                                   | |
| Total de votos                        | Total de votos                        | 177.459                           | 100                               |                                   | |
| 4ª Sección Electoral 14 Diputados     |                                       |                                   |                                   |                                   | |
| Partido                               | Partido                               | Votos                             | %                                 | Bancas                            | Electos |
|                                       | Partido Laborista                     | 36.717                            | 35,61                             | 6/14                              | Ver electos: - Luis Narciso Campo - Leandro José Cerizola - Miguel Eduardo Firpo - Rufino Antonio Herce - Raúl H. Peláez - Rodolfo Marco Tosar                                |
|                                       | Unión Cívica Radical                  | 35.103                            | 34,04                             | 5/14                              | Ver electos: - Luis Camilo Acosta - Alberto Romariz Elizalde - Julio S. Etchegaray - Manuel Faya - Vicente R. Musacchio                                                       |
|                                       | Unión Cívica Radical Junta Renovadora | 19.033                            | 18,46                             | 3/14                              | Ver electos: - Cándido García - José Ladaga Rossito - Jorge A. Simini |
|                                       | Partido Demócrata                     | 7.116                             | 6,90                              |                                   | |
|                                       | Partido Socialista                    | 2.087                             | 2,02                              |                                   | |
|                                       | Partido Comunista                     | 2.021                             | 1,96                              |                                   | |
|                                       | Partido Independiente                 | 583                               | 0,57                              |                                   | |
|                                       | Alianza Libertadora Nacionalista      | 453                               | 0,44                              |                                   | |
| Votos positivos                       | Votos positivos                       | 103.113                           | 98,03                             |                                   | |
| Votos en blanco y anulados            | Votos en blanco y anulados            | 2.071                             | 1,97                              |                                   | |
| Total de votos                        | Total de votos                        | 105.184                           | 100                               |                                   | |
| 5ª Sección Electoral 11 Diputados     |                                       |                                   |                                   |                                   | |
| Partido                               | Partido                               | Votos                             | %                                 | Bancas                            | Electos |
|                                       | Unión Cívica Radical                  | 39.715                            | 41,86                             | 6/11                              | Ver electos: - Alfredo Burgueño - Juan J. Barbieri - Juan M. Calvo - Toribio García - José Liceaga - Alberto J. Vega                                                          |
|                                       | Partido Laborista                     | 23.522                            | 24,79                             | 3/11                              | Ver electos: - Roberto Enrique Cursak - Luis Alberto Mignone - Enrique Santiago Pizzorno                                                                                      |
|                                       | Unión Cívica Radical Junta Renovadora | 14.521                            | 15,30                             | 2/11                              | - Daniel Ferrer Burgueño - Alberto Ochandío |
|                                       | Partido Demócrata                     | 7.828                             | 8,25                              |                                   | |
|                                       | Partido Socialista                    | 5.520                             | 5,82                              |                                   | |
|                                       | Partido Comunista                     | 2.890                             | 3,05                              |                                   | |
|                                       | Alianza Libertadora Nacionalista      | 881                               | 0,93                              |                                   | |
|                                       | Partido Independiente                 | 7                                 | 0,01                              |                                   | |
| Votos positivos                       | Votos positivos                       | 94.884                            | 96,07                             |                                   | |
| Votos en blanco y anulados            | Votos en blanco y anulados            | 3.880                             | 3,93                              |                                   | |
| Total de votos                        | Total de votos                        | 98.764                            | 100                               |                                   | |
| 6ª Sección Electoral 11 Diputados     |                                       |                                   |                                   |                                   | |
| Partido                               | Partido                               | Votos                             | %                                 | Bancas                            | Electos |
|                                       | Unión Cívica Radical                  | 33.359                            | 38,06                             | 5/11                              | Ver electos: - Carlos A. Domeniconi - Ricardo A. Fuertes - Luis Harrington - Estanislao F. Picado - Luis E. Vera                                                              |
|                                       | Partido Laborista                     | 32.561                            | 37,15                             | 5/11                              | Ver electos: - Héctor Pablo Bosco - Juan Fernández - Miguel López Francés - Francisco Parera - Pedro Pablo Rivas                                                              |
|                                       | Unión Cívica Radical Junta Renovadora | 8.057                             | 9,19                              | 1/11                              | - Justo R. Monzo |
|                                       | Partido Demócrata                     | 5.869                             | 6,70                              |                                   | |
|                                       | Partido Socialista                    | 3.407                             | 3,89                              |                                   | |
|                                       | Partido Comunista                     | 1.936                             | 2,21                              |                                   | |
|                                       | Partido Independiente                 | 1.270                             | 1,45                              |                                   | |
|                                       | Alianza Libertadora Nacionalista      | 1.180                             | 1,35                              |                                   | |
| Votos positivos                       | Votos positivos                       | 87.639                            | 97,05                             |                                   | |
| Votos en blanco y anulados            | Votos en blanco y anulados            | 2.665                             | 2,95                              |                                   | |
| Total de votos                        | Total de votos                        | 90.304                            | 100                               |                                   | |
| 7ª Sección Electoral 6 Diputados      |                                       |                                   |                                   |                                   | |
| Partido                               | Partido                               | Votos                             | %                                 | Bancas                            | Electos |
|                                       | Unión Cívica Radical                  | 19.578                            | 40,30                             | 3/6                               | Ver electos: - Alfredo Sorno - Daniel Dionisio McCormick - Dante E. Destéfanis                                                                                                |
|                                       | Unión Cívica Radical Junta Renovadora | 11.357                            | 23,38                             | 2/6                               | - Miguel V. Natiello - Alberto López Claro |
|                                       | Partido Laborista                     | 9.603                             | 19,76                             | 1/6                               | - Américo Nicolás Giordano |
|                                       | Partido Demócrata                     | 4.106                             | 8,45                              |                                   | |
|                                       | Partido Independiente                 | 1.391                             | 2,86                              |                                   | |
|                                       | Partido Comunista                     | 1.160                             | 2,39                              |                                   | |
|                                       | Partido Socialista                    | 848                               | 1,75                              |                                   | |
|                                       | Alianza Libertadora Nacionalista      | 543                               | 1,12                              |                                   | |
| Votos positivos                       | Votos positivos                       | 48.586                            | 97,07                             |                                   | |
| Votos en blanco y anulados            | Votos en blanco y anulados            | 1.467                             | 2,93                              |                                   | |
| Total de votos                        | Total de votos                        | 50.053                            | 100                               |                                   | |
| Sección Electoral Capital 6 Diputados |                                       |                                   |                                   |                                   | |
| Partido                               | Partido                               | Votos                             | %                                 | Bancas                            | Electos |
|                                       | Unión Cívica Radical                  | 22.993                            | 34,65                             | 4/6                               | Ver electos: - Osvaldo L. Cortelezzi - Federico Crespo - Raúl Manzi - Ataúlfo Serafín Pérez Aznar                                                                             |
|                                       | Partido Laborista                     | 21.312                            | 32,12                             | 2/6                               | - Alfredo Misael Galeano - Raúl César Iza |
|                                       | Unión Cívica Radical Junta Renovadora | 10.814                            | 16,30                             |                                   | |
|                                       | Partido Demócrata                     | 5.907                             | 8,90                              |                                   | |
|                                       | Partido Comunista                     | 2.107                             | 3,18                              |                                   | |
|                                       | Partido Socialista                    | 1.791                             | 2,70                              |                                   | |
|                                       | Partido Independiente                 | 812                               | 1,22                              |                                   | |
|                                       | Alianza Libertadora Nacionalista      | 616                               | 0,93                              |                                   | |
| Votos positivos                       | Votos positivos                       | 66.352                            | 97,16                             |                                   | |
| Votos en blanco                       | Votos en blanco                       | 1.929                             | 2,82                              |                                   | |
| Votos anulados                        | Votos anulados                        | 13                                | 0,02                              |                                   | |
| Total de votos                        | Total de votos                        | 68.294                            | 100                               |                                   | |

### Senado
| Partido                                       | Partido                                       | Partido                                       | Votos   | %     | Bancas |
| --------------------------------------------- | --------------------------------------------- | --------------------------------------------- | ------- | ----- | ------ |
|                                               |                                               | Partido Laborista                             | 281.194 | 35,28 | 18/42  |
|                                               | Unión Cívica Radical Junta Renovadora         | 130.416                                       | 16,36   | 3/42  |        |
|                                               | Partido Independiente                         | 19.214                                        | 2,41    |       |        |
| Total Junta Nacional de Coordinación Política | Total Junta Nacional de Coordinación Política | Total Junta Nacional de Coordinación Política | 430.824 | 54,05 | 21/42  |
|                                               | Unión Cívica Radical                          | Unión Cívica Radical                          | 257.821 | 32,34 | 21/42  |
|                                               | Partido Demócrata                             | Partido Demócrata                             | 51.182  | 6,42  |        |
|                                               | Partido Socialista                            | Partido Socialista                            | 27.338  | 3,43  |        |
|                                               | Partido Comunista                             | Partido Comunista                             | 24.714  | 3,10  |        |
|                                               | Alianza Libertadora Nacionalista              | Alianza Libertadora Nacionalista              | 5.224   | 0,66  |        |
| Votos positivos                               | Votos positivos                               | Votos positivos                               | 797.103 | 97,00 |        |
| Votos en blanco y anulados                    | Votos en blanco y anulados                    | Votos en blanco y anulados                    | 24.673  | 3,00  |        |
| Total de votos                                | Total de votos                                | Total de votos                                | 821.776 | 100   |        |
| Votantes registrados/participación            | Votantes registrados/participación            | Votantes registrados/participación            | 989.506 | 83,05 |        |
| Fuente:                                       |                                               |                                               |         |       |        |

#### Resultados por Secciones Electorales
| 1ª Sección Electoral 6 Senadores      | 1ª Sección Electoral 6 Senadores      | 1ª Sección Electoral 6 Senadores | 1ª Sección Electoral 6 Senadores | 1ª Sección Electoral 6 Senadores | 1ª Sección Electoral 6 Senadores                                                                          |
| Partido                               | Partido                               | Votos                            | %                                | Bancas                           | Electos                                                                                                   |
| ------------------------------------- | ------------------------------------- | -------------------------------- | -------------------------------- | -------------------------------- | --- |
|                                       | Partido Laborista                     | 53.024                           | 35,32                            | 3/6                              | Ver electos: - Guillermo Eduardo Coolen - Benito Ferro - Ángel Siri                                       |
|                                       | Unión Cívica Radical                  | 41.634                           | 27,73                            | 2/6                              | - Marcelo Querido - Manuel H. Piazze                                                                      |
|                                       | Unión Cívica Radical Junta Renovadora | 27.716                           | 18,46                            | 1/6                              | - Pablo Ferrari                                                                                           |
|                                       | Partido Independiente                 | 7.467                            | 4,97                             |                                  | |
|                                       | Partido Demócrata                     | 7.321                            | 4,88                             |                                  | |
|                                       | Partido Socialista                    | 5.912                            | 3,94                             |                                  | |
|                                       | Partido Comunista                     | 5.198                            | 3,46                             |                                  | |
|                                       | Alianza Libertadora Nacionalista      | 1.854                            | 1,23                             |                                  | |
| Votos positivos                       | Votos positivos                       | 150.126                          | 96,94                            |                                  | |
| Votos en blanco y anulados            | Votos en blanco y anulados            | 4.734                            | 3,06                             |                                  | |
| Total de votos                        | Total de votos                        | 154.860                          | 100                              |                                  | |
| 2ª Sección Electoral 5 Senadores      |                                       |                                  |                                  |                                  | |
| Partido                               | Partido                               | Votos                            | %                                | Bancas                           | Electos                                                                                                   |
|                                       | Partido Laborista                     | 26.051                           | 34,81                            | 3/5                              | Ver electos: - Diego Miguel García - Gregorio Gutiérrez - Juan Carlos Salaverry                           |
|                                       | Unión Cívica Radical                  | 24.716                           | 33,03                            | 2/5                              | - Vitelmo A. Carbajal - Vicente F. Biscayart                                                              |
|                                       | Unión Cívica Radical Junta Renovadora | 11.408                           | 15,25                            |                                  | |
|                                       | Partido Demócrata                     | 6.108                            | 8,16                             |                                  | |
|                                       | Partido Independiente                 | 2.854                            | 3,81                             |                                  | |
|                                       | Partido Socialista                    | 2.031                            | 2,71                             |                                  | |
|                                       | Partido Comunista                     | 1.028                            | 1,37                             |                                  | |
|                                       | Alianza Libertadora Nacionalista      | 633                              | 0,85                             |                                  | |
| Votos positivos                       | Votos positivos                       | 74.829                           | 97,34                            |                                  | |
| Votos en blanco y anulados            | Votos en blanco y anulados            | 2.041                            | 2,66                             |                                  | |
| Total de votos                        | Total de votos                        | 76.870                           | 100                              |                                  | |
| 3ª Sección Electoral 7 Senadores      |                                       |                                  |                                  |                                  | |
| Partido                               | Partido                               | Votos                            | %                                | Bancas                           | Electos                                                                                                   |
|                                       | Partido Laborista                     | 77.108                           | 44,52                            | 4/7                              | Ver electos: - Jorge Mario Arbucó - Saúl Severo Pardo - Aurelio Donato Antonio Rita - Miguel Vanrell Suan |
|                                       | Unión Cívica Radical                  | 40.309                           | 23,27                            | 2/7                              | - Manuel Alcuaz - Carlos Segreti                                                                          |
|                                       | Unión Cívica Radical Junta Renovadora | 27.613                           | 15,94                            | 1/7                              | - José F. Werner                                                                                          |
|                                       | Partido Comunista                     | 8.582                            | 4,96                             |                                  | |
|                                       | Partido Demócrata                     | 6.905                            | 3,99                             |                                  | |
|                                       | Partido Socialista                    | 6.336                            | 3,66                             |                                  | |
|                                       | Partido Independiente                 | 4.804                            | 2,77                             |                                  | |
|                                       | Alianza Libertadora Nacionalista      | 1.541                            | 0,89                             |                                  | |
| Votos positivos                       | Votos positivos                       | 173.198                          | 97,60                            |                                  | |
| Votos en blanco y anulados            | Votos en blanco y anulados            | 4.261                            | 2,40                             |                                  | |
| Total de votos                        | Total de votos                        | 177.459                          | 100                              |                                  | |
| 4ª Sección Electoral 7 Senadores      |                                       |                                  |                                  |                                  | |
| Partido                               | Partido                               | Votos                            | %                                | Bancas                           | Electos                                                                                                   |
|                                       | Partido Laborista                     | 36.969                           | 35,92                            | 3/7                              | Ver electos: - Juan Angel Merlo - Juan Manuel Seisdedos Martín - Antonio Versino                          |
|                                       | Unión Cívica Radical                  | 35.479                           | 34,48                            | 3/7                              | Ver electos: - Federico Cané - Ángel R. Galcerán - José Rodríguez Mera                                    |
|                                       | Unión Cívica Radical Junta Renovadora | 19.007                           | 18,47                            | 1/7                              | - José L. Passerini                                                                                       |
|                                       | Partido Demócrata                     | 7.083                            | 6,88                             |                                  | |
|                                       | Partido Comunista                     | 1.961                            | 1,91                             |                                  | |
|                                       | Partido Socialista                    | 1.806                            | 1,75                             |                                  | |
|                                       | Partido Independiente                 | 602                              | 0,58                             |                                  | |
| Votos positivos                       | Votos positivos                       | 102.907                          | 97,83                            |                                  | |
| Votos en blanco y anulados            | Votos en blanco y anulados            | 2.278                            | 2,17                             |                                  | |
| Total de votos                        | Total de votos                        | 105.185                          | 100                              |                                  | |
| 5ª Sección Electoral 5 Senadores      |                                       |                                  |                                  |                                  | |
| Partido                               | Partido                               | Votos                            | %                                | Bancas                           | Electos                                                                                                   |
|                                       | Unión Cívica Radical                  | 39.632                           | 42,12                            | 3/5                              | Ver electos: - Eduardo Molina - Paulino Petriz - Francisco Uzal                                           |
|                                       | Partido Laborista                     | 23.757                           | 25,25                            | 2/5                              | - Juan Bautista Machado - Edmundo Vampa                                                                   |
|                                       | Unión Cívica Radical Junta Renovadora | 14.531                           | 15,44                            |                                  | |
|                                       | Partido Demócrata                     | 7.825                            | 8,32                             |                                  | |
|                                       | Partido Socialista                    | 5.480                            | 5,82                             |                                  | |
|                                       | Partido Comunista                     | 2.849                            | 3,03                             |                                  | |
|                                       | Partido Independiente                 | 15                               | 0,02                             |                                  | |
| Votos positivos                       | Votos positivos                       | 94.089                           | 95,27                            |                                  | |
| Votos en blanco y anulados            | Votos en blanco y anulados            | 4.675                            | 4,73                             |                                  | |
| Total de votos                        | Total de votos                        | 98.764                           | 100                              |                                  | |
| 6ª Sección Electoral 6 Senadores      |                                       |                                  |                                  |                                  | |
| Partido                               | Partido                               | Votos                            | %                                | Bancas                           | Electos                                                                                                   |
|                                       | Partido Laborista                     | 33.373                           | 38,34                            | 3/6                              | Ver electos: - Eduardo Carbajal - Eduardo Julio Forteza - Samuel Rosa Morales                             |
|                                       | Unión Cívica Radical                  | 33.318                           | 38,28                            | 3/6                              | Ver electos: - Eduardo S. Buckland - Heriberto Pochelú - Pedro J. Tenti                                   |
|                                       | Unión Cívica Radical Junta Renovadora | 8.004                            | 9,20                             |                                  | |
|                                       | Partido Demócrata                     | 5.898                            | 6,78                             |                                  | |
|                                       | Partido Socialista                    | 3.289                            | 3,78                             |                                  | |
|                                       | Partido Comunista                     | 1.867                            | 2,15                             |                                  | |
|                                       | Partido Independiente                 | 1.286                            | 1,48                             |                                  | |
| Votos positivos                       | Votos positivos                       | 87.035                           | 96,38                            |                                  | |
| Votos en blanco y anulados            | Votos en blanco y anulados            | 3.269                            | 3,62                             |                                  | |
| Total de votos                        | Total de votos                        | 90.304                           | 100                              |                                  | |
| 7ª Sección Electoral 3 Senadores      |                                       |                                  |                                  |                                  | |
| Partido                               | Partido                               | Votos                            | %                                | Bancas                           | Electos                                                                                                   |
|                                       | Unión Cívica Radical                  | 19.708                           | 40,59                            | 3/3                              | Ver electos: - Alejandro Carrique - José Antonio Isleño - Alfredo Laffaye                                 |
|                                       | Unión Cívica Radical Junta Renovadora | 11.334                           | 23,34                            |                                  | |
|                                       | Partido Laborista                     | 9.600                            | 19,77                            |                                  | |
|                                       | Partido Demócrata                     | 3.989                            | 8,22                             |                                  | |
|                                       | Partido Independiente                 | 1.393                            | 2,87                             |                                  | |
|                                       | Partido Comunista                     | 1.150                            | 2,37                             |                                  | |
|                                       | Partido Socialista                    | 780                              | 1,61                             |                                  | |
|                                       | Alianza Libertadora Nacionalista      | 599                              | 1,23                             |                                  | |
| Votos positivos                       | Votos positivos                       | 48.553                           | 97,00                            |                                  | |
| Votos en blanco y anulados            | Votos en blanco y anulados            | 1.500                            | 3,00                             |                                  | |
| Total de votos                        | Total de votos                        | 50.053                           | 100                              |                                  | |
| Sección Electoral Capital 3 Senadores |                                       |                                  |                                  |                                  | |
| Partido                               | Partido                               | Votos                            | %                                | Bancas                           | Electos                                                                                                   |
|                                       | Unión Cívica Radical                  | 23.025                           | 34,69                            | 3/3                              | Ver electos: - Luis G. Quijano - Adolfo M. Bollini - Pedro M. Sáenz                                       |
|                                       | Partido Laborista                     | 21.312                           | 32,11                            |                                  | |
|                                       | Unión Cívica Radical Junta Renovadora | 10.803                           | 16,28                            |                                  | |
|                                       | Partido Demócrata                     | 6.053                            | 9,12                             |                                  | |
|                                       | Partido Comunista                     | 2.079                            | 3,13                             |                                  | |
|                                       | Partido Socialista                    | 1.704                            | 2,57                             |                                  | |
|                                       | Partido Independiente                 | 793                              | 1,19                             |                                  | |
|                                       | Alianza Libertadora Nacionalista      | 597                              | 0,90                             |                                  | |
| Votos positivos                       | Votos positivos                       | 66.366                           | 97,20                            |                                  | |
| Votos en blanco y anulados            | Votos en blanco y anulados            | 1.915                            | 2,80                             |                                  | |
| Total de votos                        | Total de votos                        | 68.281                           | 100                              |                                  | |